# Thaiora sternalis
Thaiora sternalis är en insektsart som beskrevs av Irena Dworakowska 1995. Thaiora sternalis ingår i släktet Thaiora och familjen dvärgstritar. Inga underarter finns listade i Catalogue of Life.